# 2008-as afrikai ralibajnokság
A 2008-as afrikai ralibajnokság 2008. február 8-án vette kezdetét és augusztus 24-én végződött. A bajnokságot a japán Hideaki Miyoshi nyerte, a zimbabwei James Whyte és a zambiai Muna Singh előtt.

## Versenynaptár
| Dátum           | Verseny                         | Győztes*        |
| --------------- | ------------------------------- | --------------- |
| február 8-10    | Rally of Tanzania               | Muna Singh      |
| április 25-27   | Pearl of Africa Uganda Rally    | James Whyte     |
| június 27-29    | KCB Safari Rally Kenya          | Hideaki Miyoshi |
| július 18-20    | Zambia International Rally      | Hideaki Miyoshi |
| augusztus 22-24 | Dunlop Zimbabwe Challenge Rally | Hideaki Miyoshi |

* A győztes versenyző nem feltétlen egyező az adott verseny abszolút győztesével. Itt a bajnoki értékelésben első helyezett versenyző neve van feltüntetve.

## Végeredmény
| #   | Versenyző       | Pontszám |
| --- | --------------- | -------- |
| 1.  | Hideaki Miyoshi | 41       |
| 2.  | James Whyte     | 31       |
| 3.  | Muna Singh      | 24       |
| 4.  | Jon Williams    | 16       |
| 5.  | Peter Horsey    | 13       |
| 6.  | Lola Verlaque   | 12       |
|     | Alfir Khan      | 12       |
| 8.  | Don Smith       | 8        |
| 10. | Navraj Hans     | 6        |
|     | Azar Anwar      | 6        |